# Bahrlutia
Bahrlutia é um gênero de mariposa pertencente à família Acrolepiidae.